# Konrad Burger

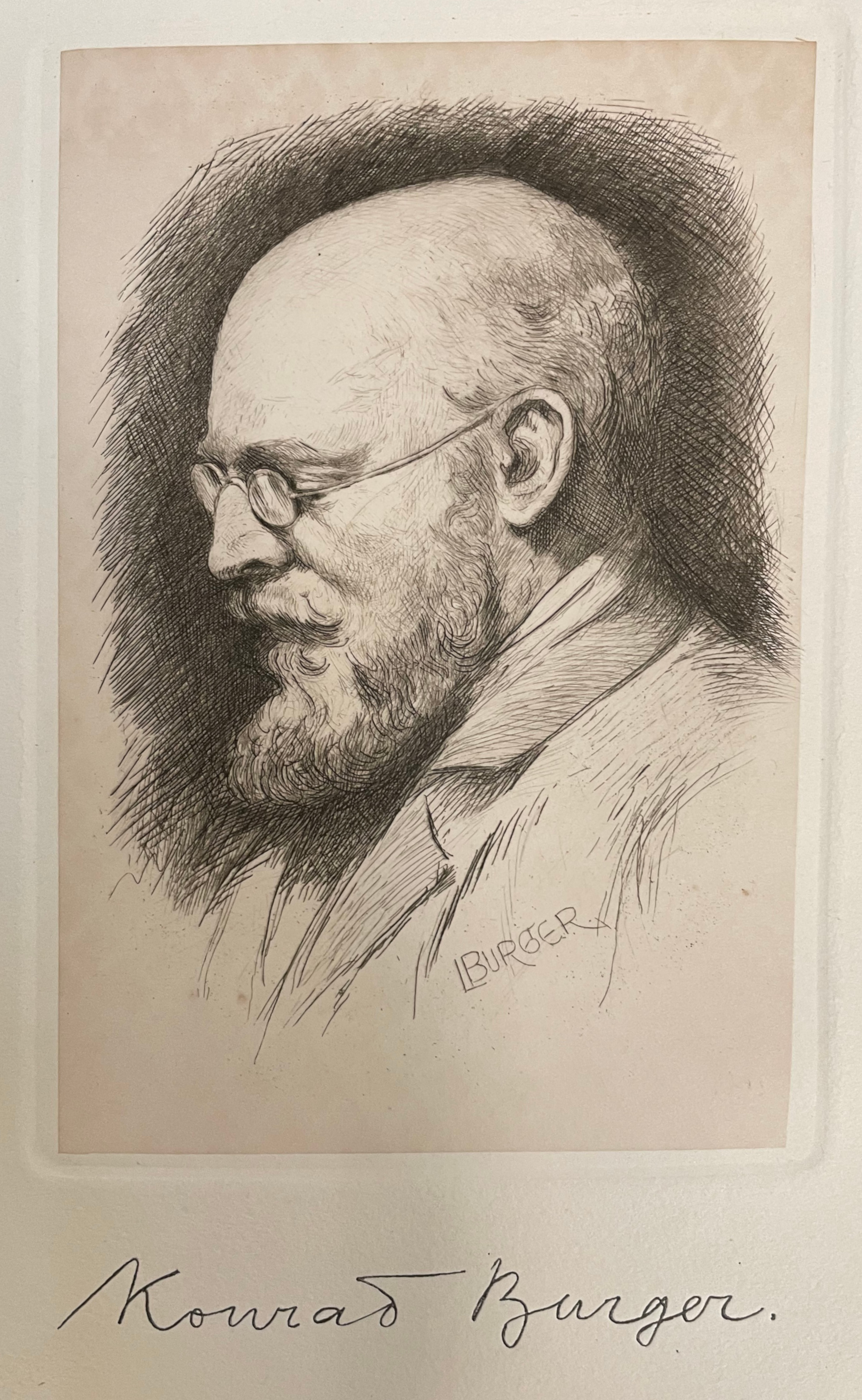
Konrad Burger, gezeichnet von seiner Ehefrau Lina Burger

Konrad Burger (* 2. März 1856 in Berlin; † 12. April 1912) war ein deutscher Bibliothekar.

## Leben
Burgers Vater war der Maler Ludwig Burger. Konrad Burger studierte klassische Philologie und Kunstgeschichte an den Universitäten Leipzig, Berlin und Königsberg und wurde 1885 an der Universität Jena promoviert. Ab 1887 war er Bibliothekar an der Bibliothek des Kunstgewerbemuseums in Berlin. Von 1888 bis 1893 arbeitete Burger als Kustos im Leipziger Buchgewerbemuseum, und ab 1893 war er Bibliothekar der Bibliothek des Börsenvereins der Deutschen Buchhändler. Von 1892 bis 1894 gab er die Fachzeitschrift Buchgewerbeblatt heraus.
Burger war insbesondere Spezialist für Frühdrucke (Inkunabeln, Wiegendrucke) und für Buchschmuck. Er war Mitglied der Kommission für den Gesamtkatalog der Wiegendrucke. Daneben übersetzte er zusammen mit seiner Frau Lina, geb. Schröder, auch buchwissenschaftliche Literatur aus dem Englischen.
Konrad Burger war verheiratet mit der he Buchgestalterin, Illustratorin, Grafikerin und Exlibriskünstlerin Lina Burger. Er wurde auf dem Friedhof des Dorfes Machern bei Leipzig beigesetzt.

## Veröffentlichungen
- Ein Beitrag zur Beurteilung Condillacs. Bonde, Altenburg 1885 (Zugl.: Jena, Univ., Diss., 1885).
- Ludwig Hain’s Repertorium Bibliographicum, Register, die Drucker des XV. Jahrhunderts mit chronologischer Aufführung ihrer Werke. Harrassowitz, Leipzig 1891 (Beiheft des Zentralblatts für Bibliothekswesen; 8).

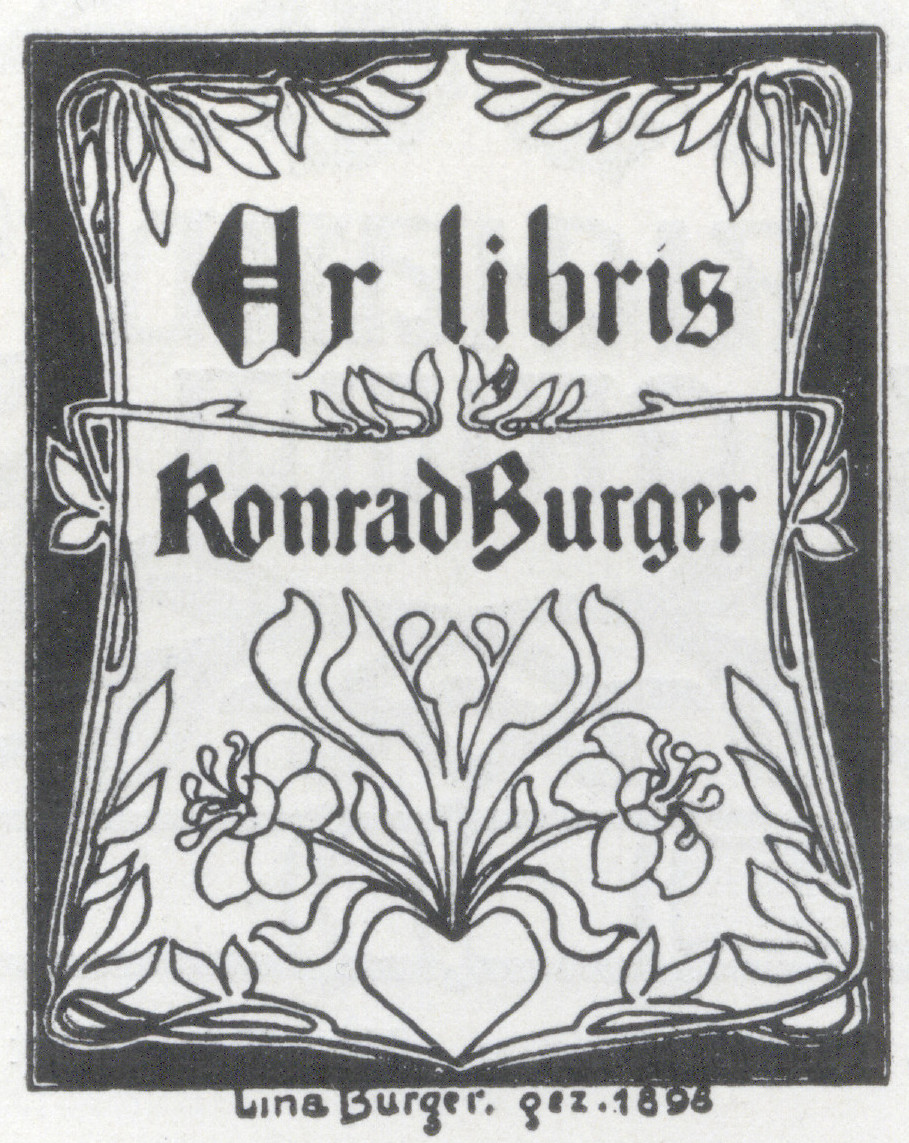
Exlibris von Konrad Burger, gestaltet von seiner Ehefrau Lina Burger.

- Exlibris von Konrad Burger, gestaltet von seiner Ehefrau Lina Burger.(Hrsg.) zusammen mit Ernst Voulliéme: Deutsche und italienische Inkunabeln in getreuen Nachbildungen / Monumenta Germaniae et Italiae typographica, 300 Tafeln. Reichsdruckerei Berlin, 1892–1916.
- (Hrsg.): Aus der Ex-Libris-Sammlung der Bibliothek des Börsenvereins der deutschen Buchhändler: 65 meist unveröffentlichte Blätter auf 50 Tafeln. Verlag des Börsenvereins der deutschen Buchhändler, Leipzig 1897.
- Eine Schriftprobe vom Jahre MDXXV. Breitkopf & Härtel, Leipzig 1895.
- Herrn Dr. Albrecht Kirchhoff zur Feier des 70. Geburtstages am 30. Januar 1897. In: Börsenblatt für den Deutschen Buchhandel (1897) Nr. 24.
- (Hrsg.): Verzeichnis der in der Bibliothek des Börsenvereins der Deutschen Buchhändler vorhandenen Geschäftsrundschreiben über Gründung, Kauf, Verkauf usw. buchhändlerischer Geschäfte ; mit Personen- und Ortsregister. Verlag des Börsenvereins der Deutschen Buchhändler, Leipzig 1897 (Verzeichnis der Sammlungen des Börsenvereins der Deutschen Buchhändler; 2).
- Zur Erinnerung an Herrn Dr. jur. Paul Robert Vollsack, * 30. März 1832, † 17. Februar 1902. Hirschfeld, Leipzig 1902 (Digitalisat).

- Beiträge zur Firmengeschichte des deutschen Buchhandels aus den Messkatalogen. In: Archiv für Geschichte des deutschen Buchhandels, Bd. 20 (1898), S. 168–195.
- Zum hundertsten Geburtstage des Begründers der „Illustrirten Zeitung“ : Johann Jakob Weber. In: Illustrirte Zeitung, Bd. 120 (1903), S. 493–495.
- Bericht über die Bibliothek des Börsenvereins der Deutschen Buchhändler zu Leipzig ... In: Börsenblatt für den deutschen Buchhandel, Bd. 71 (1904), S. 2725f.
- Zur Hundertjahrfeier des Hauses F. A. Brockhaus. In: Die Woche, Bd. 7 (1905), S. 41.
- An index to the early printed books in the British Museum ... from the invention of printing to the year MD; with notes of those in the Bodleian Library. Paul, Trench, Trübner, London 1906.
- (Hrsg.): Buchhändleranzeigen des 15. Jahrhunderts. Hiersemann, Leipzig 1907.
- Beiträge zur Inkunabelbibliographie: Supplement zu Hain und Panzer; Nummernconcordanz von Panzers lateinischen und deutschen Annalen und Ludwig Hains Repertorium bibliographicum. Hiersemann, Leipzig 1908.